# Ilie Rădulescu
Ilie Rădulescu (* 8. Oktober 1925 in Fântâna Domnească, Prunișor, Kreis Mehedinți; † 2002) war ein rumänischer Politiker der Rumänischen Kommunistischen Partei PMR (Partidul Muncitoresc Român) und ab 1965 PCR (Partidul Comunist Român), der unter anderem zwischen 1979 und 1981 Mitglied des Sekretariats des Zentralkomitees (ZK) der PCR war.

## Leben

### Schlosser, Gewerkschafter und Parteifunktionär
Rădulescu besuchte nach der Elementarschule zwischen 1940 und 1944 die Schule der staatlichen Eisenbahngesellschaft CFR (Căile Ferate Române), bei der er eine Berufsausbildung zum Schlosser absolvierte. Nach deren Abschluss wurde er 1944 Schlosser in der Werkstatt der CFR in Turnu Severin und arbeitete dort bis Februar 1945, ehe er zwischen Februar 1945 und März 1947 als Schlosser und Techniker im Eisenbahndepot der CFR in Orșova arbeitete.
Im September 1945 wurde er Mitglied der Gewerkschaft sowie am 7. November 1945 Mitglied der damaligen Kommunistischen Partei PCR (Partidul Comunist din România) und war zwischen März und November 1947 Verantwortlicher für Propaganda und Agitation im Parteigebietskomitee im CFR-Eisenbahndepot Orșova und war dort zugleich Gewerkschaftssekretär. Daraufhin war er von November 1947 bis März 1949 zunächst Organisationssekretär der Grundorganisation in einer Batterie des 10. Artillerieregiments der 1. Rumänischen Freiwilligen-Infanterie-Division „Tudor Vladimirescu“ sowie im Anschluss von März bis Oktober 1949 Instrukteur für Jugendarbeit im 2. Pionierregiment sowie Mitglied im Organisationsbüro der Grundorganisation der Division Tudor Vladimirescu, ehe er danach zwischen Oktober 1949 und März 1950 wieder als Schlosser und Techniker im Eisenbahndepot der CFR in Orșova arbeitete.
Nach dem halbjährigen Besuch einer Parteischule von März bis September 1950 wurde Rădulescu Instrukteur in der Abteilung für Propaganda und Agitation sowie anschließend zwischen November 1950 und September 1951 Leiter der Presseabteilung der PMR im Kreis Caraș-Severin. Im Anschluss absolvierte er von 1951 bis 1953 ein Studium an der Hochschule für Sozialwissenschaften (Școala Superioarã de Științe sociale „Andrei Alexandrowitsch Schdanow“).

### Journalist und ZK-Abteilungsleiter
Er wurde dann im September 1953 zunächst Mitarbeiter sowie Leiter der Abteilung für Propaganda und Philosophie und war anschließend vom 12. April 1955 bis zum 7. Juli 1962 stellvertretender Chefredakteur und Leiter des Redaktionssekretariats der Zeitschrift Lupta de clasã. Als solcher war Rădulescu, der zwischen 1955 und 1957 auch Aspirant an der Hochschule für Sozialwissenschaften war und dort verschiedene Teilzeitkurse besuchte, seit April 1956 auch Mitglied des Redaktionskollegiums sowie Mitglied des Büros der Parteigrundorganisation der Zeitschrift.
Nach Beendigung seiner Tätigkeit bei der Zeitschrift Lupta de clasã wurde Rădulescu, der auch Absolvent der Parteihochschule „Ștefan Gheorghiu“ war und einen Doktor der Philosophie erwarb, am 7. Juli 1962 erst stellvertretender Leiter und danach am 2. November 1965 Erster stellvertretender Leiter der Abteilung für Propaganda und Agitation des ZK. Zwischenzeitlich wurde er auf dem neunten Parteitag der PCR vom 19. bis 24. Juli 1965 zunächst Kandidat des ZK. Zugleich gehörte er dem Parteikomitee des Verlages Scânteia an und war ferner zwischen 1965 und 1969 auch Direktor im Rat für kulturelle und sozialistische Erziehung.

### Abgeordneter und Erster Parteisekretär im Kreis Hunedoara
Am 12. August 1969 wurde Rădulescu Mitglied des ZK der PCR, dem er bis zum 28. November 1974 angehörte und fungierte von 1969 bis zum 15. Juli 1971 als Leiter der ZK-Abteilung für Propaganda.  1969 wurde er erstmals Mitglied der Großen Nationalversammlung (Marea Adunare Națională) und vertrat dort bis 1975 den Wahlkreis Nr. 14 Periș. Während seiner Parlamentszugehörigkeit war er seit dem 13. März 1969 bis 1975 Vizepräsident des Außenpolitischen Ausschusses sowie Sekretär der Interparlamentarischen Gruppe.
Anschließend war er zwischen dem 15. Juli 1971 und dem 26. Dezember 1972 Sekretär des PCR-Stadtkomitees von Bukarest sowie vom 26. Dezember 1972 bis Februar 1977 Sekretär des Parteikomitees im Kreis Hunedoara, ehe er zwischen Februar 1977 und dem 7. März 1978 Erster Sekretär des Parteikomitees sowie Präsident des Exekutivkomitees des Volksrates im Kreis Hunedoara war.

### Staatssekretär, Mitglied des ZK-Sekretariats und Generaldirektor von RTR
Daraufhin wurde Rădulescu am 7. März 1978 Staatssekretär im Außenministerium und damit einer der engsten Mitarbeiter des neuen Außenministers Ștefan Andrei. Zugleich fungierte er 1978 als Vizepräsident des Nationalen Zentrums zur Förderung der Freundschaft und Zusammenarbeit mit anderen Völkern sowie seit dem 29. August 1978 auch als Mitglied des Nationalrates der staatlichen Rundfunkgesellschaft RTR (Radioteleviziunea Română).
Am 6. Februar 1979 erfolgte seine Ernennung zum Leiter der ZK-Abteilung für Propaganda, die er bis zum 18. September 1981 leitete. Kurz darauf wurde Rădulescu am 20. März 1979 abermals Mitglied des ZK der PCR und gehörte diesem nunmehr bis zum 22. November 1984 an. Gleichzeitig wurde er am 20. März 1979 Mitglied des Sekretariats des ZK und übte diese Funktion bis zum 26. November 1981 aus. Daneben bekleidete er seit dem 14. Juni 1979 die Funktion als Präsident des Führungsrates der Zeitschrift Era Socialistă und war ferner seit dem 27. März 1980 Vizepräsident des Büros der Kommission für ideologische Probleme, politische Aktivitäten, Kultur und sozialistische Erziehung des ZK der PCR. 1980 wurde er erneut Mitglied der Großen Nationalversammlung und vertrat in dieser nunmehr bis 1985 den Wahlkreis Nr. 2 Oltenița.
Nach Beendigung seiner Tätigkeit im ZK wurde Rădulescu am 26. November 1981 Generaldirektor von Radioteleviziunea Română und übte diese Funktion bis zum 29. März 1984 aus. Zuletzt war er seit Juni 1984 bis zu seinem Ruhestand Leiter der Abteilung für Kultur und Presse im Außenministerium.

## Ehrungen und Auszeichnungen
Für seine langjährigen Verdienste wurde Rădulescu mehrfach ausgezeichnet und erhielt unter anderem 1957 den Orden der Arbeit Dritter Klasse (Ordinul Muncii), 1959 den Orden 23. August Fünfter Klasse (Ordinul 23. August), 1964 den Stern der Volksrepublik Rumänien Vierter Klasse (Ordinul Steaua Republicii Populare Române), 1965 Orden der Arbeit Zweiter Klasse, 1966 den Orden Tudor Vladimirescu Fünfter Klasse (Ordinul Tudor Vladimirescu), 1971 den Stern der Sozialistischen Republik Rumänien Zweiter Klasse (Ordinul Steaua Republicii Socialiste România), 1971 den Orden 23. August Zweiter Klasse sowie 1981 und 1984 jeweils den Orden Tudor Vladimirescu Zweiter Klasse.